# Kusminki

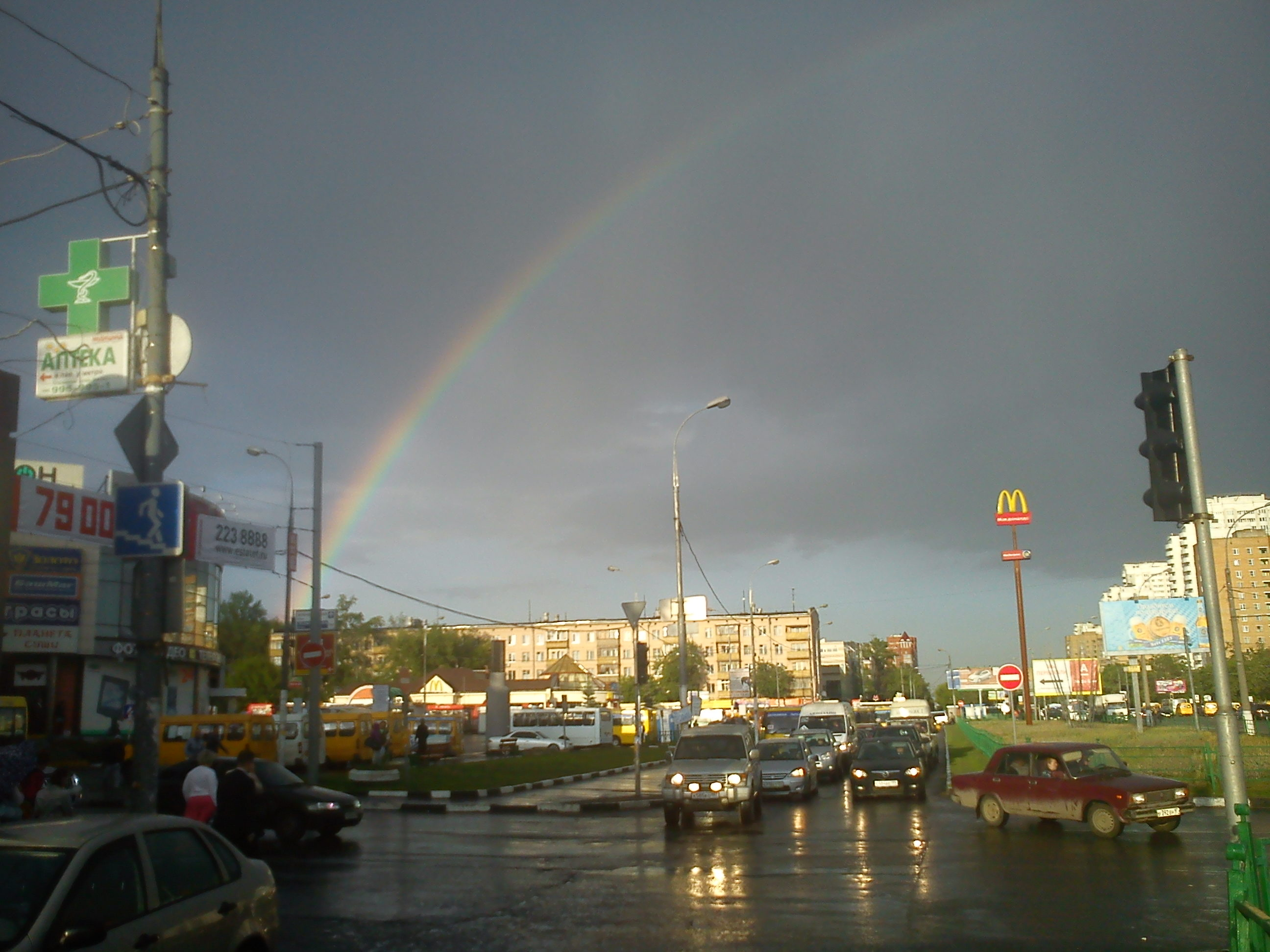
Kusminki, Mai 2011

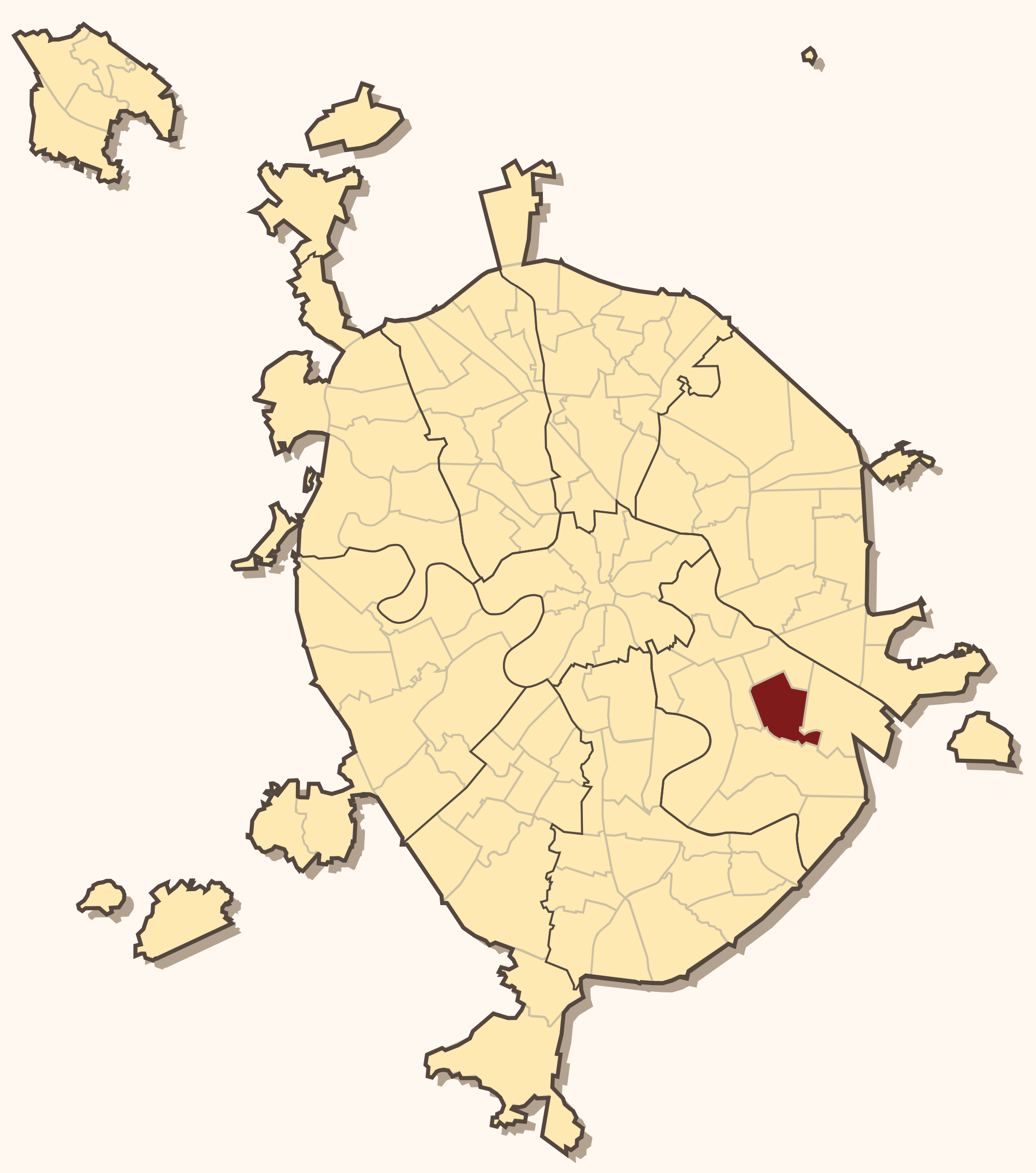
Lage von Kusminki in Moskau

Kusminki (russisch Кузьминки) ist seit 1995 ein Stadtviertel des Südöstlichen Verwaltungsbezirks von Moskau.

## Geschichte
Bereits seit dem 13. Jahrhundert sind Siedlungen in diesem Gebiet bekannt. Ende des 16. bis Anfang des 17. Jahrhunderts wird die Wassermühle Kusminka (Kusminskaja Mühle) erwähnt. Zu Beginn des 18. Jahrhunderts entstand das Gut Kusminki.

### Frühgeschichte
Die früheste, vorläufig als 4. Kusminka-Siedlung bezeichnete Ansiedlung wurde auf dem Gebiet des ehemaligen Dorfes Annino entdeckt (heute formal im Bezirk „Wychino-Schulebino“ gelegen, an der Grenze zum Bezirk Kusminki am Oberen Kusminki-Teich). Dort wurden Überreste eines Wohngebäudes mit einem steinernen Lehmofen, Fragmente eines Glasarmbands und Keramikscherben aus dem 13. Jahrhundert (1045–1218) gefunden. Die 3. Kusminka-Siedlung, die mit dem im 15. Jahrhundert entstandenen Dorf Weschki identifiziert wird, befand sich auf einer Anhöhe in der Nähe des Damms am Fluss Goledjanka (Tschurilicha, Ponomarka) bei der Jurjewskaja-Mühle. In der 1. Kusminka-Siedlung, die in der Nähe der Hauptgebäude des Guts Kusminki lag, wurde Keramik aus dem 15.–16. Jahrhundert gefunden. Wahrscheinlich befand sich hier das Dorf Sobakino (Owsejewo), das zu Beginn des 17. Jahrhunderts zerstört und zu einer unbewohnten Brache wurde. Im 15.–16. Jahrhundert lag die 2. Kusminka-Siedlung am Schibajewski-Teich, an dessen Stelle sich das Dorf Andrejewo befand.
Im Jahr 1380 zogen russische Truppen entlang der Braschewa-Straße, die durch das Gebiet des heutigen Kusminki-Parks führte, zum Kulikowo-Feld. Dies wird in der „Erzählung über die Schlacht von Kulikowo“ erwähnt, die Ende des 15. Jahrhunderts auf der Grundlage mündlicher Überlieferungen verfasst wurde: „Der Großfürst… zog nach Kolomna; seinen Bruder, Fürst Wladimir Andrejewitsch, schickte er entlang der Braschewa-Straße…“ Diese Straße führte von Moskau bis zur Borowski-Furt (südlich der Brücke der Rjasaner Chaussee über die Moskwa bei dem Dorf Tschulkowo). Ein etwa 300 Meter langer Abschnitt dieser Straße wurde im Jahr 2000 von Archäologen des Instituts für Archäologie der Russischen Akademie der Wissenschaften in der Nähe der Jurjewskaja-Damm am Schibajewski-Teich entdeckt. Einer der letzten, der die Braschewa-Straße erwähnte, war der russische Historiker Gerhard Friedrich Müller im 18. Jahrhundert. Auf seiner Rückreise von Kolomna im Jahr 1778 überquerte er die Moskwa bei der Borowski-Furt und besuchte das Dorf Mjatschkowo, um die Steinbrüche zu besichtigen. Als er den Wunsch äußerte, direkt nach Moskau zu reisen, erklärten ihm die Fuhrleute, dass „es zwar eine direkte Straße gibt – sie aber zu schmal ist, um mit einer Kutsche zu passieren…“.

### 1623–1624
Erstmals wird dieses Gebiet in den „Aufzeichnungen und Vermessungen des Semjon Wassiljewitsch Koltowski und des Diakons Onissim Iljin“ als Brachland erwähnt, auf dem sich die während der „Zeit der Wirren“ zerstörte Kusminskaja-Mühle befand, die dem Nikolo-Ugreschski-Kloster bei Moskau gehörte. Möglicherweise gehörte ein Teil dieses Landes im 17. Jahrhundert auch dem Moskauer Simonow-Kloster – hier befanden sich dessen Wald- und Fischgründe sowie die Ländereien des Ugreschski-Klosters im Kapotnja-Stan.
In der zweiten Hälfte des 17. Jahrhunderts wurde auf einer „Karte des umstrittenen Landes am linken Ufer des Flüsschens Graiworonowka“ am linken Ufer des Flüsschens Goletsch (Goledjanka, Tschurilicha, Ponomarka) hinter dem Jurjewskaja-Damm (am Schibajewski-Teich) das Dorf Jurkowo des Strelizenführers Grigori Godunow verzeichnet (das Dorf Jurjewo, später möglicherweise das Dorf Ljublino – die 7. Kusminka-Siedlung aus dem 15.–16. Jahrhundert).

### Gut Kusminki
Im Jahr 1702 erwarb G. D. Stroganow die Mühle zusammen mit dem Teich (heute als Unterer Kusminki-Teich bekannt, früher Mühlenteich), dem Wald und den Heuwiesen gegen eine jährliche Pacht von 50 Rubel. Im selben Jahr wurden ihm, seiner Frau Maria Jakowlewna, geborene Nowosilzewa (1678–1734), und seinen Söhnen Alexander, Nikolai (1700–1758) und Sergei (1707–1756) unter ähnlichen Bedingungen für 24 Rubel pro Jahr die benachbarten Brachflächen überlassen: Borisskowo (Dubki), Wolynkino, Kurowaja und Ostejewo belischtsche, die von den Ländereien des Dorfes Graiworonowo (möglicherweise das Dorf Graworonowo gemeint) abgetrennt wurden, das dem Moskauer Simonow-Kloster gehörte.
Zwischen 1716 und 1720 wurde eine hölzerne Kirche errichtet, die zu Ehren der Gottesmutter von Blachern geweiht wurde.

### 1740–1754
Durch eine Erbteilung mit seinen Brüdern wurde A.G. Stroganow der alleinige Besitzer des Guts. Unter seiner Herrschaft wurde durch den Bau von Dämmen am Flüsschen Tschurilicha ein großer Teich angelegt, der heute als Oberer Kusminki-Teich bekannt ist.

### 1757–1917
Kusminki gehörte den Fürsten Golizyn. Im Jahr 1757 heiratete die älteste Tochter von A. G. Stroganow (aus zweiter Ehe), Anna Alexandrowna Stroganowa (1739–1816), den Fürsten Michail Michailowitsch Golizyn (1731–1804). Als Mitgift brachte sie ihm das Gut Blachern mit 518 Desjatinen Land ein. In dieser Zeit wurde das Gut modernisiert, verschönert und erweitert. Sein jüngerer Sohn, Fürst Sergei (Sergij) Michailowitsch Golizyn (1774–1859), verwandelte diese Ländereien in ein Majorat, indem er nach und nach zahlreiche benachbarte Flächen südlich und südöstlich des Guts erwarb: das Dorf Kotelnikowo (heute in der Oblast Moskau), das Dorf Motjakowo (Iljinskoje), das Dorf Tschagino sowie 192 Desjatinen der Brache Weschki vom „nicht dienenden Adligen“ E. D. Faleyew.

## Lage
Kusminki liegt in des Südöstlichen Verwaltungsbezirks und begrenzt sechs Bezirke: Wychino-Schulebino, Ljublino, Tekstilschtschiki und Rjasanski.

## Verkehr
Kusminki ist mit der Tagansko-Krasnopresnenskaja-Linie und Ljublinsko-Dmitrowskaja-Linie der Metro Moskau erschlossen.